# Iglesia de Nuestra Señora de la Asunción (Angasmarca)
La Iglesia Nuestra Señora de la Asunción de Angasmarca es la principal iglesia en la ciudad homónima, distrito de Angasmarca, provincia de Santiago de Chuco, región La Libertad en Perú.
Es considera como la "Capilla Sixtina del norte del Perú". En su interior guarda frescos, pinturas y esculturas. La iglesia data del siglo XVII y es de estilo barroco mestizo. tiene una nave y un techo de dos aguas. Actualmente se encuentra deteriorado. El templo esta en la lista de los cien monumentos en Alto Riesgo según la UNESCO.
En el 2009 se presenta el expediente técnico para la restauración. Fue declarada Patrimonio Cultural de la Nación mediante RDN. N° 086-INC-2000.